# Parafia św. Jana Chrzciciela we Wrocławiu
Parafia św. Jana Chrzciciela we Wrocławiu – parafia rzymskokatolicka erygowana w XI wieku, znajdująca się w dekanacie Wrocław Katedra w archidiecezji wrocławskiej.

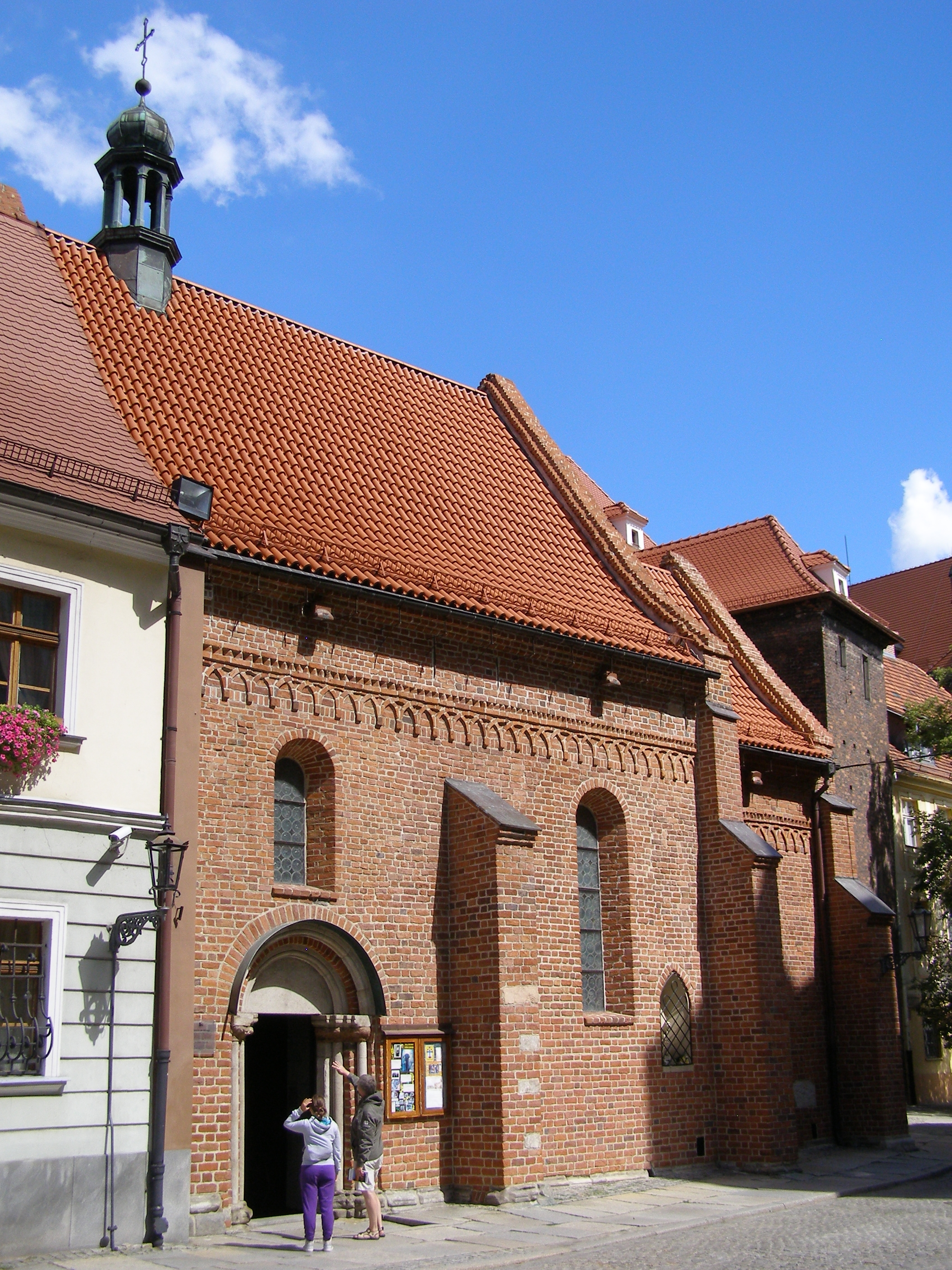
Kościół filialny pw. św. Idziego

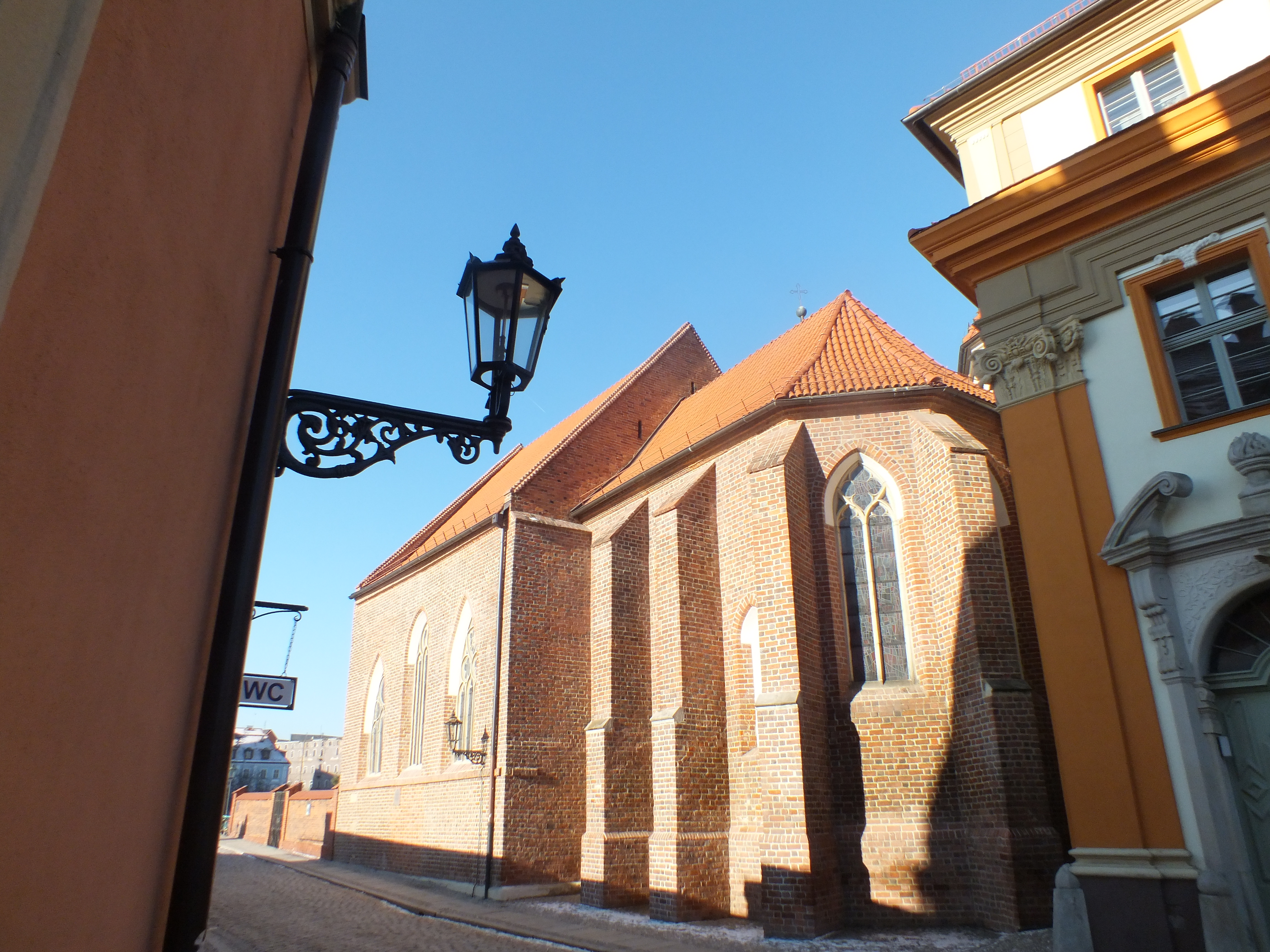
Kościół filialny pw. śś. Piotra i Pawła

Obsługiwana przez kapłanów archidiecezjalnych a obecny urząd proboszcza sprawuje ks. Paweł Cembrowicz, Kan. grem. Kapituły Katedralnej. 

## Parafialne księgi metrykalne
| Księgi metrykalne | Okres ewidencji                      |
| ----------------- | ------------------------------------ |
| chrztów           | 1587-1612 1669-1801 1853-1897 1945 - |
| ślubów            | 1587-1796 1945 -                     |
| zgonów            | 1587-1830 1877-1898 1918-1923 1945 - |

## Obszar parafii
- Benedyktyńska
- Chemiczna
- Ł. Górnickiego
- Grunwaldzka (nr 1-37, 2-42)
- kard. A. Hlonda
- św. Idziego
- św. Józefa
- Kanonia
- Kapitulna
- Katedralna
- pl. Katedralny
- kard. B. Kominka
- Ładna
- Miła
- Nowowiejska (nr 61-95 nieparz.)
- Piwna
- B. Prusa (nr 37-59 nieparz.)
- M. Reja (nr 1-47, 2-56)
- M. Sępa Sarzyńskiego
- H. Sienkiewicza, (nr 28-112, 47-89)
- Szczytnicka,
- kard. S. Wyszyńskiego (nr 1-77, 2-80)